# Stanisław Wilgocki
Stanisław Wilgocki herbu Prus I (zm. 1623) – żupnik olkuski w latach 1612–1621, podwojewodzi olkuski w 1611 roku.